# Castelo de Vide

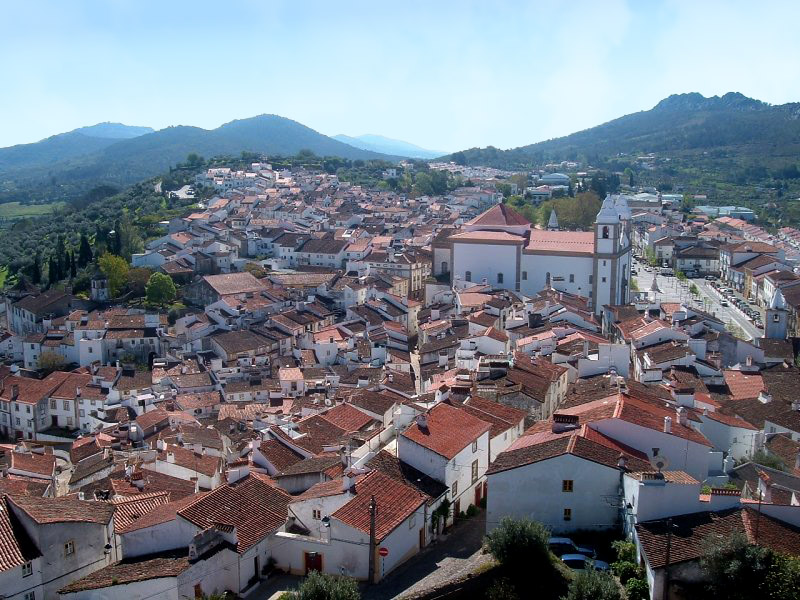
Blick auf Castelo de Vide

Castelo de Vide ist eine Kleinstadt (Vila) und ein Kreis (Concelho) im Distrikt Portalegre in Portugal mit 3116 Einwohnern (Stand 19. April 2021). Es gehört zur Rede de Judiarias, einer Route von Orten mit historischen jüdischen Gemeinden in Portugal.

## Geschichte
Funde belegen eine Besiedlung seit dem Neolithikum. Im Verlauf der Reconquista und der Bedrohungen durch den spanischen Nachbarn gewann der Ort strategische Bedeutung. Der zuvor Vide bzw. Vila de Vide genannte Ort wurde nach dem Bau seiner Burg in Castelo de Vide umbenannt. Er gehörte bis 1276 zu Marvão und ist seither ein eigenständiger Kreis. 1310 erhielt der Ort Stadtrechte (Foral) von König D.Dinis. Im Verlauf des 14. Jahrhunderts wuchs der Ort über seine Mauern hinaus und erlebte insbesondere seit Ende des 15. Jahrhunderts einen nennenswerten Aufschwung durch die Wollverarbeitung. Eine bedeutende jüdische Gemeinde lebte hier.
1512 erneuerte König Manuel I. die Stadtrechte. In den Jahren 1704 bis 1708 erlitt der Ort Zerstörungen durch spanische Truppen.

## Sehenswürdigkeiten
Im Kreis Castelo de Vide stehen eine Vielzahl Antas (wie die Anta do Junçal und das Nationaldenkmal Alto de Miraflores) und Sakralbauten unter Denkmalschutz, außerdem noch römische Ausgrabungen, verschiedene Herrenhäuser, Brunnenanlagen und historische öffentliche Gebäude. Auch der historische Ortskern von Castelo de Vide steht als Gesamtkomplex unter Denkmalschutz. Wenige Kilometer außerhalb der Stadt liegt der archäologische Park Parque megalítico dos Coureleiros.
Die Liste der Kulturdenkmale im Concelho Castelo de Vide gibt einen Überblick über alle klassifizierten Kulturdenkmale im Kreisgebiet.

## Verwaltung

### Der Kreis
Castelo de Vide ist Verwaltungssitz eines gleichnamigen Kreises, der im Nordosten an Spanien grenzt. Die Nachbarkreise sind (im Uhrzeigersinn im Norden beginnend): Marvão, Portalegre, Crato sowie Nisa.
Die folgenden Gemeinden (freguesias) liegen im Kreis Castelo de Vide:

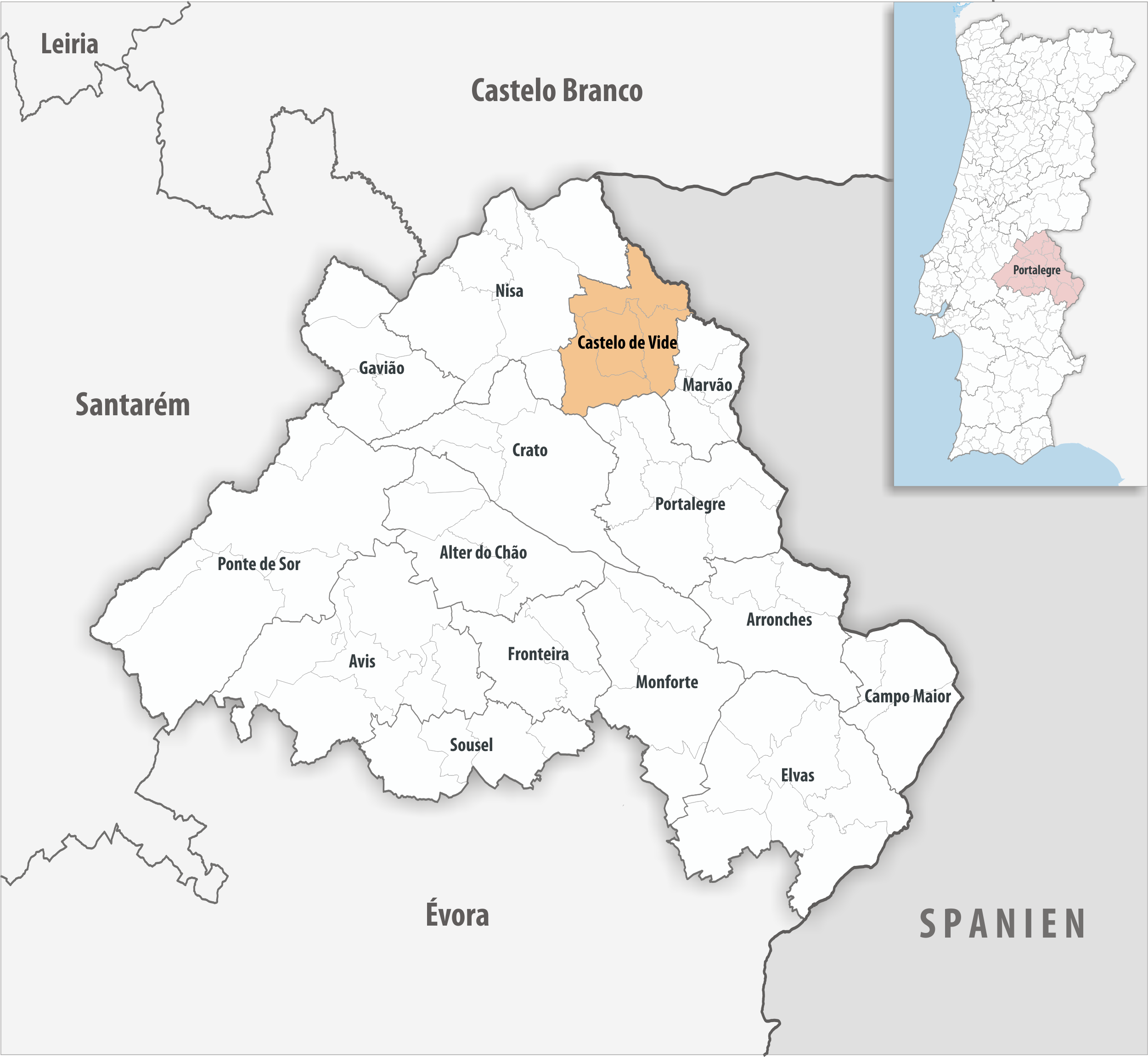
Kreis Castelo de Vide

| Gemeinde                                 | Einwohner (2021) | Fläche km² | Dichte Einw./km² | LAU- Code |
| ---------------------------------------- | ---------------- | ---------- | ---------------- | --------- |
| Nossa Senhora da Graça de Póvoa e Meadas | 542              | 73,55      | 7                | 120501    |
| Santa Maria da Devesa                    | 1.393            | 56,33      | 25               | 120502    |
| Santiago Maior                           | 331              | 58,83      | 6                | 120503    |
| São João Baptista                        | 850              | 76,20      | 11               | 120504    |
| Kreis Castelo de Vide                    | 3.116            | 264,91     | 12               | 1205      |

### Bevölkerungsentwicklung
| Einwohnerzahl im Kreis Castelo de Vide (1801–2011) | Einwohnerzahl im Kreis Castelo de Vide (1801–2011) | Einwohnerzahl im Kreis Castelo de Vide (1801–2011) | Einwohnerzahl im Kreis Castelo de Vide (1801–2011) | Einwohnerzahl im Kreis Castelo de Vide (1801–2011) | Einwohnerzahl im Kreis Castelo de Vide (1801–2011) | Einwohnerzahl im Kreis Castelo de Vide (1801–2011) | Einwohnerzahl im Kreis Castelo de Vide (1801–2011) | Einwohnerzahl im Kreis Castelo de Vide (1801–2011) | Einwohnerzahl im Kreis Castelo de Vide (1801–2011) |
| -------------------------------------------------- | -------------------------------------------------- | -------------------------------------------------- | -------------------------------------------------- | -------------------------------------------------- | -------------------------------------------------- | -------------------------------------------------- | -------------------------------------------------- | -------------------------------------------------- | -------------------------------------------------- |
| 1801                                               | 1849                                               | 1900                                               | 1930                                               | 1960                                               | 1981                                               | 1991                                               | 2001                                               | 2004                                               | 2011                                               |
| 7 006                                              | 6 031                                              | 6 614                                              | 6 837                                              | 6 538                                              | 4 187                                              | 4 145                                              | 3 872                                              | 3 780                                              | 3 407                                              |

### Städtepartnerschaften
- Portugal: Trancoso[5]

## Söhne und Töchter der Stadt
- Garcia da Orta (1499–1568), jüdisch-portugiesischer Arzt und Botaniker
- João de Casal (1641–1735), Bischof von Macau
- Mouzinho da Silveira (1780–1849), liberaler Staatsmann
- José Frederico Laranjo (1846–1910), Jurist, Ökonom, Politiker und Hochschullehrer
- Ventura Porfírio (1908–1998), Maler
- Salgueiro Maia (1944–1992), Hauptmann der Nelkenrevolution vom 25. April 1974, Nationalheld
- João Adelino Faria (* 1966), Fernsehjournalist und Fernsehsprecher
- Francisco Jose Lahmeyer Bugalho (1905–1949), ein portugiesischer Dichter deutscher Abstammung, starb hier.